# Józef Jakub Flatau
Józef Jakub Flatau albo Joseph Jacob Flatau (15.10.1812-28.02.1887) – niemiecki kupiec pochodzenia żydowskiego. W 1838 rozpoczął uprawę chmielu w Nowym Tomyślu. Uprawa i przetwórstwo chmielu nowotomyskiego stała się znaczącym elementem miejscowej gospodarki. 
W 1858 r. Józef Flatau został uhonorowany przez władze Nowego Tomyśla honorowym obywatelstwem (Hermann Tietz podaje, że miało to miejsce w 1864 roku).